# Cairn Ridge
Il Cairn Ridge (in lingua inglese: Dorsale del cairn) è una dorsale rocciosa antartica situata 2 km a nordest dell'Hannah Peak e adiacente al versante settentrionale del Dufek Massif nei Monti Pensacola, in Antartide. 
La dorsale è stata mappata dall'United States Geological Survey (USGS) sulla base di rilevazioni e foto aeree scattate dalla U.S. Navy nel periodo 1956-66.
La denominazione è collegata al fatto che su questa dorsale nel dicembre 1957, in occasione dell'Anno geofisico internazionale, è stato eretto un cairn, cumulo di pietre impilate, da parte di un gruppo di spedizione statunitense con base alla Stazione Ellsworth.